# دانيو قزم
دانيو قزم (الاسم العلمي:Danio nigrofasciatus) (بالإنجليزية: Dwarf danio)‏ هو نوع من الأسماك يتبع جنس الدانيو من فصيلة الشبوطيات.